# لهث
اللهث هو زيادة عمق التنفس عند الحاجة لتلبية المتطلبات والاحتياجات الأيضية لأنسجة الجسم كما في أثناء التمرين أو بعده، أو عندما يفتقر الجسم للأكسجين (نقص التأكسج) على سبيل المثال في الارتفاعات العالية أو كنتيجة لفقر الدم.